# Oragua bousemani
Oragua bousemani är en insektsart som beskrevs av Young 1977. Oragua bousemani ingår i släktet Oragua och familjen dvärgstritar. Inga underarter finns listade i Catalogue of Life.